# 드라이카레

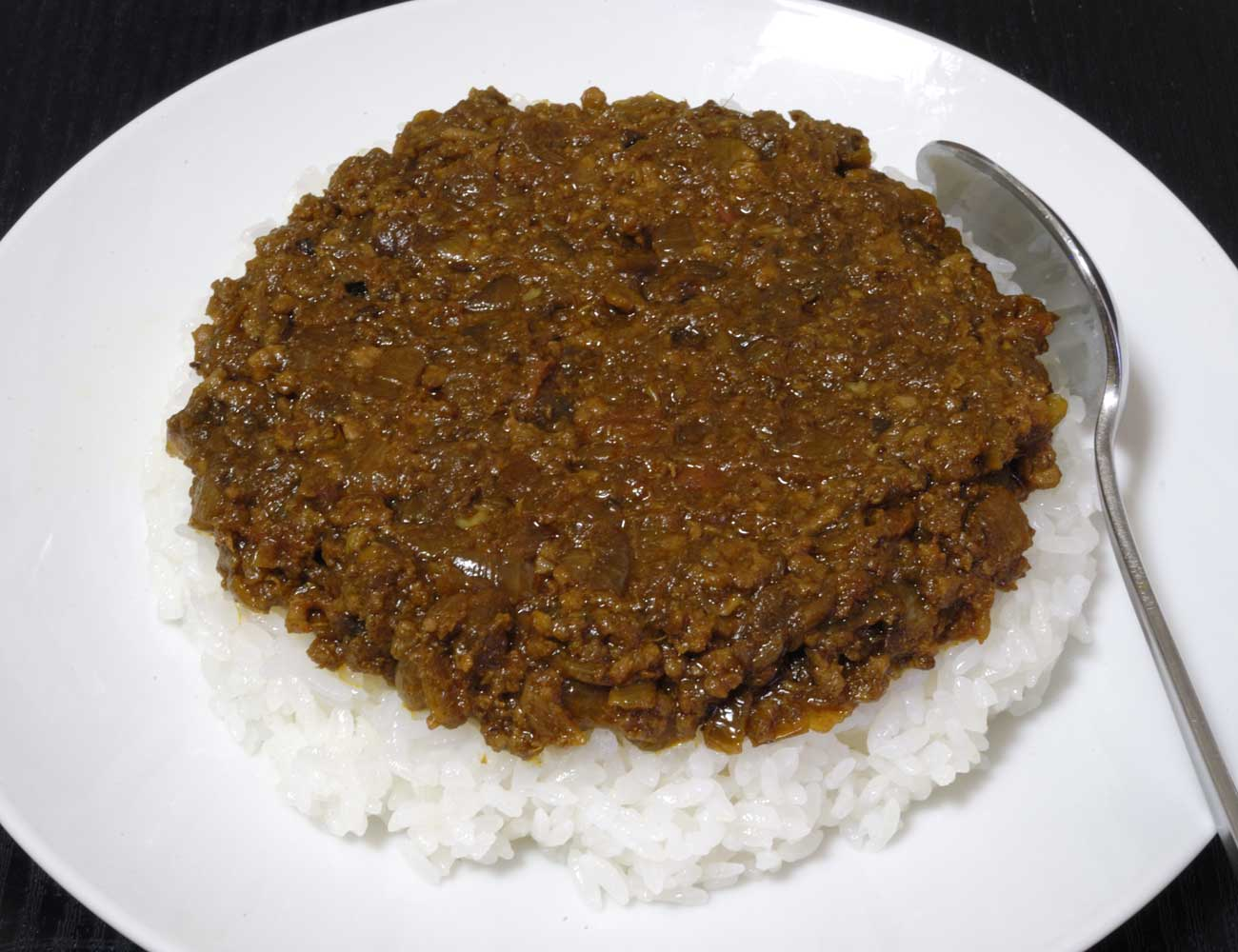
다진 고기를 이용한 드라이 카레

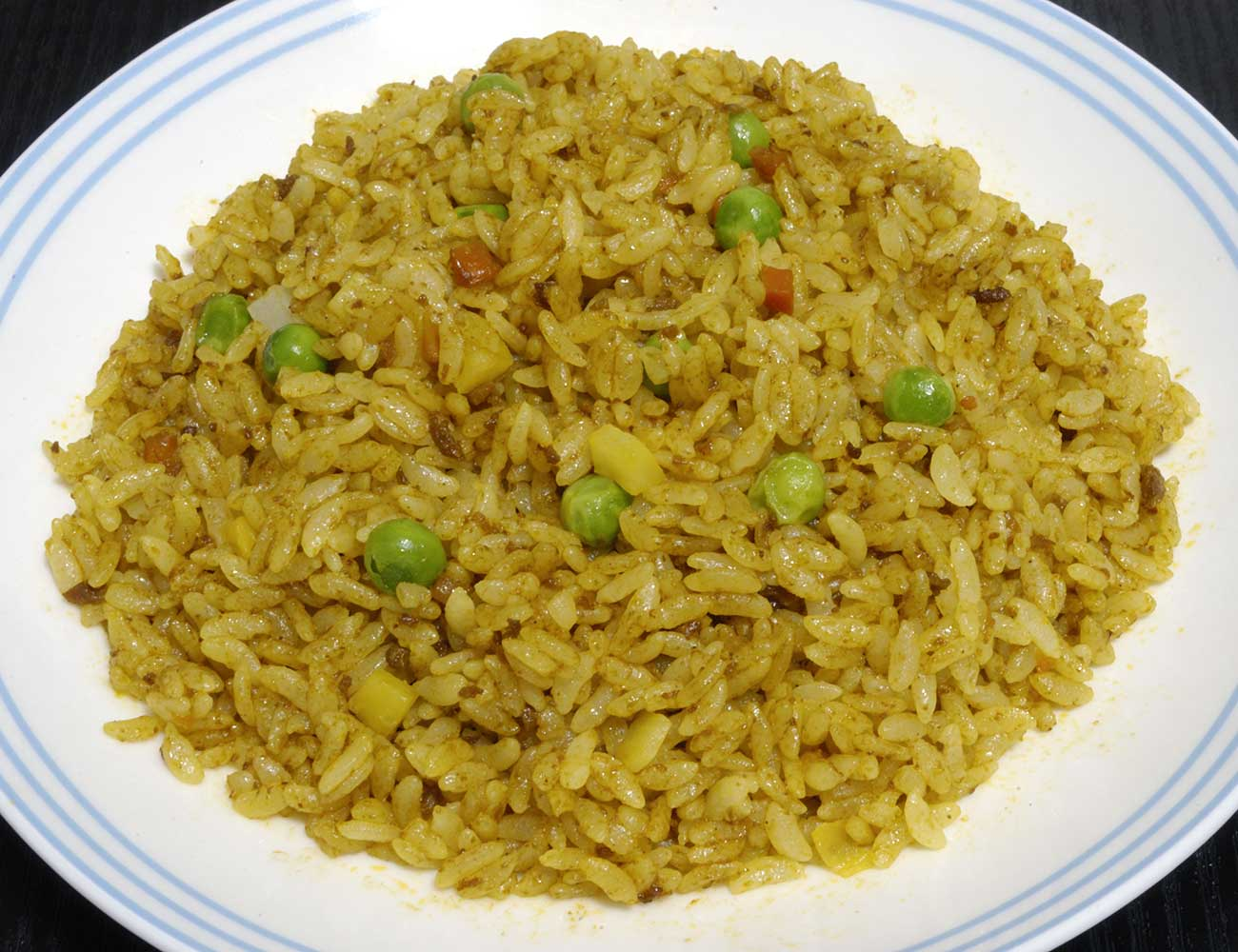
볶음밥 형태의 드라이 카레

드라이 카레(일본어: ドライカレー, 영어: Dry curry→마른 카레)는 카레가루, 고기, 채소 등을 함께 볶은 것에 밥을 섞어 다시 볶은 일본 요리이다. 인도 요리를 바탕으로 일본에서 독특하게 발전시킨 카레의 일종으로, 카레가루를 그대로 섞는 것이 특징이다.
보다 자세히 구분하자면 다음 세 종류로 나뉠 수 있다.
1. 건더기 (고기와 야채)를 다져서 볶다가 카레가루로 풍미를 살린 뒤, 수프스톡으로 맛을 내어 졸이다 밥 위에 얹은 카레.
2. 카레맛 볶음밥. 카레양념이나 냉동식품 등 가공식품으로 나온 경우가 많아 가정에서 손쉽게 만들 수 있다.
3. 생쌀과 카레가루를 속재료와 함께 볶아낸 것. '카레 필라프'라고도 부른다.

일본에서는 첫번째 것을 '다진 타입'으로, 두번째와 세번째 것을 '볶음밥 타입'으로 구분해 부른다. 볶음밥 형식의 드라이카레의 경우 대한민국에서도 '카레볶음밥', '카레비빔밥' 등의 이름으로 알려져 있다.
드라이 카레의 기원은 1910년경 일본우선 소속 해외여객 선박인 '미시마마루' (三島丸)에서 처음으로 내놓은 것으로 알려져 있다. 카레를 준비하다가 루 (Roux)가 부족해진 바람에 물을 넣지 않고 건더기와 루만 볶아서 만들어 먹었더니 맛이 훌륭해 널리 퍼져나갔다는 이야기다.

## 같이 보기
- 키마 카레 - 다진 고기를 쓴 카레.
- 카레라이스